# Cleyera ekmani
Cleyera ekmani är en tvåhjärtbladig växtart som först beskrevs av Otto Christian Schmidt, och fick sitt nu gällande namn av Clarence Emmeren Kobuski. Cleyera ekmani ingår i släktet Cleyera, och familjen Pentaphylacaceae. Inga underarter finns listade i Catalogue of Life.